# Aderus arambourgi
Aderus arambourgi es una especie de coleóptero de la familia Aderidae. La especie fue descrita científicamente pir Maurice Pic en 1939.

## Distribución geográfica
Habita en Etiopía.